# 태풍 콩레이 (2018년)
태풍 콩레이(KONG-REY)는 2018년 9월에 발생한 태풍 제25호이다. 콩레이는 캄보디아에서 제출한 이름으로 산의 이름을 의미한다.

## 개요

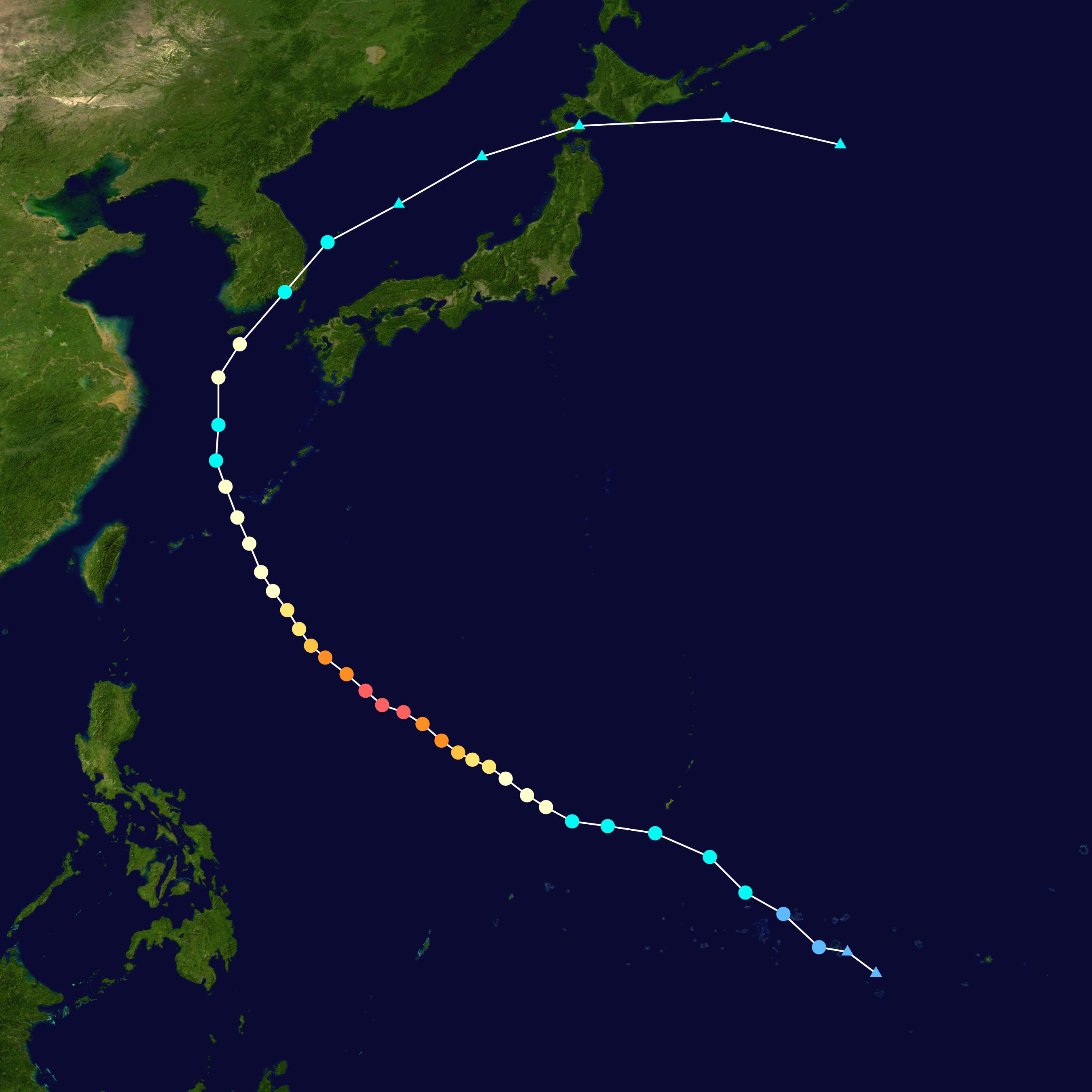
태풍의 진로

태풍 콩레이는 9월 29일 오후 3시에 중심기압 1000hPa, 최대풍속 18m/s, 강풍 반경 170km, 크기 '소형'의 열대폭풍으로 미국 괌 서남서쪽 약 250km 부근 해상에서 발생하였다.(일본 기상청 태풍정보 속보치 기준) 발생 이후 서~서북서진하며 급발달해서 10월 2일 오전 3시에 대만 타이베이 동남동쪽 약 1,530km 부근 해상에서 중심기압 915hPa, 최대풍속 54m/s, 강풍 반경590km의 크기 '대형'(일본 기상청 태풍정보 속보치 기준)의 맹렬한 태풍으로 최성기를 맞이하였다. 최성기 이후 북서~북북서진하며 태풍 짜미가 지나간 해상을 지나면서 급약화된 상태로 일본 오키나와 부근 해상을 통과한 뒤 계속 북진하면서 동중국해에 진출하였다. 동중국해 진출과 북위 30도 통과 뒤에는 2018년 한반도 폭염의 여파가 남아있는 동중국해을 지나며 재발달 경향을 보이면서 10월 6일 오전 3시에 대한민국 제주도 서귀포시 남남서쪽 약 60km 부근 해상에서 중심기압 970hPa, 최대풍속 33m/s, 강풍 반경 560km의 세력 '강', 크기 '대형'(일본 기상청 태풍정보 속보치 기준)의 태풍의 세력으로 제주도에 최근접했다. 제주도 최근접 이후 북~북북동진해서 한국 기상청 기준으로는 10월 6일 오전 9시 50분에 대한민국 경상남도 통영시에 중심기압 975hPa, 최대풍속 32m/s, 강풍 반경 330km(북동쪽 반경)의 세력 '중', 크기 '중형'의 강한 열대 폭풍의 세력으로 한반도에 상륙했다. 일본 기상청 기준으로는 10월 6일 오전 10시에 대한민국 경상남도 고성군에 중심기압 975hPa, 최대풍속 31m/s, 강풍 반경 560km의 세력 '중', 크기 '대형'의 강한 열대 폭풍의 세력으로 한반도에 상륙했다. 빠른 속도로 북동~북북동진하며 한반도를 관통한 뒤에 동해상에 진출하였고, 동해상에서 온대저기압화가 진행되어서, 일본 기상청 기준으로는 10월 7일 오전 3시에 일본 삿포로 남서쪽 약 430km 부근 해상에서 중심기압 980hPa의 온대저기압으로 변질되었다. 한국 기상청 기준으로는 10월 7일 오전 9시에 일본 삿포로 남남서쪽 약 120km 부근 해상에서 중심기압 990hPa의 온대저기압으로 변질되었다. 태풍 콩레이의 영향으로 2018년 10월 5일 대한민국 제주도 제주시의 일강수량이 310.0mm를 기록하며 10월 역대 최다 일강수량 기록을 경신하였다.

## 같이 보기
- 2018년 태풍